# Achaearanea pallipera
Achaearanea pallipera är en spindelart som beskrevs av Claude Lévi 1963. Achaearanea pallipera ingår i släktet Achaearanea och familjen klotspindlar. Inga underarter finns listade i Catalogue of Life.